# Helena Bobińska

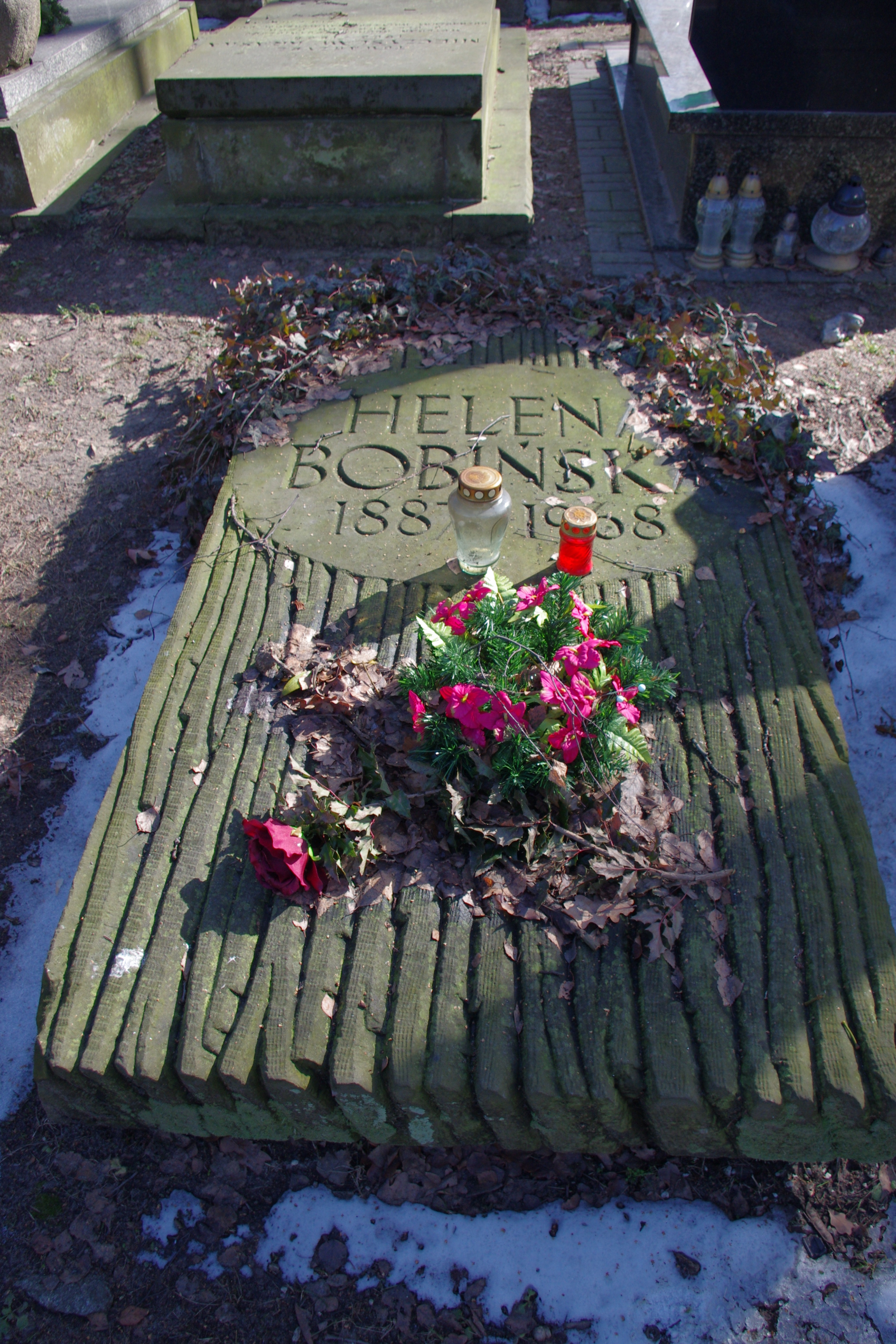
Grób pisarki Heleny Bobińskiej na cmentarzu Wojskowym na Powązkach

Helena Bobińska z Brunów (ur. 9 maja 1887 w Warszawie, zm. 9 czerwca 1968 tamże) – polska i radziecka powieściopisarka, autorka książek dla dzieci i młodzieży oraz tłumaczka.

## Życiorys
W okresie młodości związała się z ruchem socjalistycznym i komunistycznym (nurtu SDKPiL), uczestniczyła w rewolucji 1905 r. Po rewolucyjnym przewrocie bolszewickim w 1917 do 1945 r. pozostała w Związku Radzieckim. W owym okresie współpracowała z polskojęzycznymi radzieckimi pismami literackimi i młodzieżowymi (m.in. „Trybuną”, „Komsomolską Prawdą”, „Kulturą Mas”). Jej debiutem powieściowym był utwór O szczęśliwym chłopcu (1918), w którym skontrastowała życie dziecka inteligenta z losem dzieci z klasy proletariackiej. W 1932 sprzeciwiła się reformie pisowni polskiej zaproponowanej m.in. przez Brunona Jasieńskiego. W 1936 objęła stanowisko kierownika literackiego Państwowego Teatru Polskiego w Kijowie. Była członkinią Związku Pisarzy Radzieckich w latach 1934–1938. Podczas II wojny światowej przebywała na terytorium ZSRR. W 1945 r. wróciła do kraju. Kontynuując pisarską działalność w tym samym roku napisała powieściową biografię Maria Skłodowska-Curie.  Wydała wiele powieści, opowiadań i nowel. Część utworów podporządkowana była wymogom realizmowi socjalistycznemu, z wyrazistymi akcentami dydaktyczno-społecznymi (np. O wakacyjnej zabawie w sprawiedliwą republikę z 1949 r. czy hagiograficzna powieść o młodości Stalina pt. Soso. Dziecięce i szkolne lata Stalina z 1953). Pozostawiła również fragmenty autobiograficzne dotyczące lat 1902–1918 w postaci wspomnień pt. Pamiętniki tamtych lat, cz. 1 (1963).
Dokonała przekładów z języka rosyjskiego, m.in. dzieł Antoniego Czechowa, Arkadego Gajdara i Maksyma Gorkiego. Utwory Bobińskiej tłumaczone były m.in. na rosyjski, bułgarski, słowacki, czeski, niemiecki, norweski, węgierski, bengali.
Za twórczość dla dzieci i młodzieży otrzymała nagrodę Prezesa Rady Ministrów (1951) i Nagrodę Państwową (1953). 
Zmarła w Warszawie, pochowana na cmentarzu Wojskowym na Powązkach (kwatera D6-4-21).

## Życie prywatne
Siostra Juliana Bruna, ciotka Celiny Budzyńskiej, żona Stanisława Bobińskiego i matka Celiny Bobińskiej.

## Dzieła (wybór)
- O szczęśliwym chłopcu (1918);
- Tajemnica Romka (1926);
- Zemsta rodu Kabunauri (1930);
- Ludzie Czerwonego Frontu. Powieść z życia kolektywników polskich na Białorusi (1932)[5];
- Maria Skłodowska-Curie (1945);
- Stach Sobie-pan (1929);
- Lipniacy (1948);
- O wakacyjnej zabawie w sprawiedliwą republikę (1949);
- O kotku góralu (1949);
- Sąd pionierów (1925, wyd. krajowe 1950);
- Pionierzy (1951);
- Spisek (1952);
- Soso. Dziecięce i szkolne lata Stalina (1953);
- Pamiętnik tamtych lat, cz. 1 (1963);
- O królu Słońcu i jego czterech córkach (1971).

## Ordery i odznaczenia
- Order Sztandaru Pracy II klasy (22 lipca 1949)[6]
- Krzyż Oficerski Orderu Odrodzenia Polski
- Medal 10-lecia Polski Ludowej (19 stycznia 1955)[7]
- Order Czerwonego Sztandaru Pracy (ZSRR)